# Bartender (James Blunt)
Bartender è un singolo del cantautore britannico James Blunt, pubblicato il 10 marzo 2017 come secondo e ultimo estratto dal quinto album in studio The Afterlove.

## Descrizione
Il brano, scritto da James Blunt insieme a Teddy Geiger, Steph Jones e Daniel Parker, vede la partecipazione del cantautore britannico Ed Sheeran alla chitarra.

## Video musicale
Il videoclip della canzone, diretto da Declan Whitebloom, è stato pubblicato sul canale YouTube del cantautore il 10 marzo 2017. Il video è quasi interamente girato all'interno di una discoteca.

## Tracce
Download digitale
1. Bartender – 3:13

## Successo commerciale
Il singolo si è piazzato al 35º posto nella classifica Sales Singles Chart nel Regno Unito e ha ottenuto un discreto successo radiofonico in Europa.

## Classifiche
| Classifica (2017) | Posizione massima |
| ----------------- | ----------------- |
| Belgio (Vallonia) | 67                |